# Jimmy McCulloch
James 'Jimmy' McCulloch (4. června 1953 – 27. září 1979) byl skotský hudebník a skladatel, známý jako kytarista a baskytarista ve skupině Paul McCartneye Wings, kde hrál v letech 1974 až 1977. McCulloch byl členem Glasgowské psychedelické skupiny One in a Million (dříve známé jako Jaygars), Thunderclap Newman a Stone the Crows. Objevil se též na mnoha albech, včetně alba Whistle Rymes Johna Entwistleho z roku 1972, jako sólový kytarista hrál s Peterem Framptonem na "Apron Strings" a "I Feel Better", na albu Roy Harpera Bullinamingvase a albu Ricci Martina Bleached. Hrál na kytaru na albu Rogera Daltreye One of the Boys které bylo vydáno v roce 1977. McCulloch byl přítelem skupiny Who a členem skupiny Thunderclap Newman, která byla vytvořena a vedena jejím mentorem Pete Townshendem. Jeho bratr je bubeník Jack McCulloch.

## Životopis
Narodil se v Dumbartonu ve Skotsku a vyrůstal ve městech Clydebank a Cumbernauld. Inspirován belgickým jazzovým kytaristou Django Reinhardtem, začal ve věku 11 hrát na kytaru a odbyl si první vystoupení ve školní hudební skupině Jaygars, později známé jako One in a Million. One in a Million vystupovali živě jako "předskokani" během skotského turné skupiny The Who v roce 1967. Toho samého roku vydali svůj singl "Fredereek Hernando"/"Double Sight" u MGM. Singl je dnes velmi vyhledávanou a ceněnou položkou mezi sběrateli, jako klasika britské psychedelické hudby. Double Sight, v roce 2009 bylo vydáno CD kompilace, obsahující tento singl a další písně napsané a nahrané touto skupinou.
V dubnu 1967 hrál McCulloch na sólovou kytaru písně Utterly Incredible, Too Long Ago to Remember, Sometimes Shouting at People během koncertu The 14 Hour Technicolor Dream, který byl uspořádán v Alexandra Palace v Londýně. Se skupinou One in a Million pak ještě vystupoval živě na The Upper Cut a dalších londýnských událostech.
McCullochova sláva vzrostla v roce 1969 kdy se připojil k přátelům Pete Townshenda, Andy 'Thunderclap' Newmanovi (piano) a skladateli Johny 'Speedy' Keenovi (zpěv, bicí), aby založili skupinu Thunderclap Newman. Skupina nahrála hit číslo 1 britské hitparády "Something in the Air" a díky tomu se McCulloch stal nejmladší osobou, která hrála na hitu č. 1.
Album skupiny Thunderclap Newman's Hollywood Dream, začínající McCullochovou instrumentálkou a obsahující jeho píseň "I See It All", se prodávalo dobře, ale nebylo takovým hitem jako jejich singl. Od ledna do poloviny dubna roku 1971 byla skupina na koncertní šňůře v Anglii, Skotsku, Holandsku a Skandinávii a několik týdnů později se rozpadla.
V říjnu 1971 hrál McCulloch kytaru na koncertech skupiny John Mayall and the Bluesbreakers v Anglii a Německu. 31. října 1971 měla McCulloch's skupina Bent Frame svoje první debutové vystoupení v Londýně. Následně se skupina přejmenovala na Jimmy McCulloch Band a v únoru 1972 vystupovala jako předskokani skupiny Mountain Leslie Westa na koncertech ve Skotsku a Anglii. Poté pracoval jako studiový hudebník pro Klause Voormana, Harry Nilssona, Steve Ellise, John Entwistleho a další.
V červnu 1972 se McCulloch připojil ke skupině Stone the Crows kde nahradil kytaristu Les Harveye, který byl na pódiu zraněn elektrickým proudem. Pomohl pak Stone the Crows dokončit jejich album Ontinuous Performance, kde hrál ve skladbách "Sunset Cowboy" a "Good Time Girl". Stone the Crows se rozpadli v červnu 1973.
V roce 1973 hrál na albu Johna Keena Previous Convictions, pak krátkodobě se skupinou Blue a na debutovém albu Briana Friela, pod pseudonymem 'The Phantom'.

### Paul McCartney a Wings
McCulloch se připojil ke skupině Wings v srpnu 1974. Jeho debutem ve skupině byla píseň "Junior's Farm".
Napsal hudbu k anti-drogové písni "Medicine Jar" z alba Venus and Mars a podobnou píseň, "Wino Junko" na albu Wings at the Speed of Sound. Na obou i zpíval, texty napsal bývalý bubeník skupiny Stone the Crows Colin Allen.
Během působení ve Wings, založil McCulloch se svým bratrem Jackem a Dave Clarkem skupinu White Line. Hráli na několika koncertech a vydali singl "Call My Name"/"Too Many Miles". Album White Line – Complete, s 103 skladbami bylo vydáno v roce 1994 na Clarkeho značce Mouse Records. Jimmy McCulloch a skupina White Line se 27. listopadu 1976 objevila na britském TV programu Supersonic. Jak bylo zmíněno výše, hrál v roce 1977 na kytaru na albu Roy Harpera Bullinamingvase a albu Ricci Martina Bleached.
V září 1977 McCulloch skupinu Wings opustil, aby se připojil k obnovené skupině Small Faces. Hrál na kytaru na albu Small Faces 78 in the Shade. Začátkem roku 1978 založil společně s Brianem Robertsonem, Jimmy Bainem a Kenney Jonesem skupinu Wild Horses, ale McCulloch a Jones skupinu brzy opustili. V roce 1979 McCulloch vstoupil do skupiny the Dukes. Jeho poslední nahrávkou byla píseň "Heartbreaker", která se objevila na jejich jediném albu The Dukes.

## Smrt
Dne 27. září 1979 byl McCulloch nalezen svým bratrem mrtev v bytě ve čtvrti Maida Vale v Londýně. Pitva prokázala, že zemřel na selhání srdce po otravě morfinem a alkoholem. Zemřel ve věku 26 let, nebylo o něm známo, že by byl uživatelem tvrdých drog.